# Mickey One
Mickey One is een Amerikaanse dramafilm uit 1965 onder regie van Arthur Penn.

## Verhaal
Een nachtclubkomiek vlucht voor de maffia van Detroit naar Chicago. Hij begint er een nieuw bestaan en neemt de schuilnaam Mickey One aan. Al snel wordt hij bekend, maar hij blijft bang dat de maffia hem zal vinden.

## Rolverdeling
| Acteur            | Personage     |
| ----------------- | ------------- |
| Warren Beatty     | Mickey One    |
| Alexandra Stewart | Jenny Drayton |
| Hurd Hatfield     | Ed Castle     |
| Franchot Tone     | Ruby Lopp     |
| Teddy Hart        | George Berson |
| Jeff Corey        | Larry Fryer   |